# Ходжаева, Мохира Мирзахмадовна
Мохира Мирзахмадовна Ходжаева (узб. Mohira Mirzahmadovna Xodjaeva; род. 23 июля 1966 года, Ташкент, УзССР, СССР) — узбекский политический деятель, преподаватель дефектологии. Депутат Законодательной палаты Олий Мажлиса Республики Узбекистан. Член Комитета по вопросам инновационного развития, информационной политики и информационных технологий. Член Экологической партии Узбекистана. Руководитель Ташкентского областного отделения Республиканского центра «Маънавият ва маърифат» («Духовность и просветительство»).

## Биография
Родилась 23 июля 1966 года в городе Ташкент.
В 1992 году окончила Ташкентский государственный педагогический институт имени Низами, получив высшее образование по специальности преподаватель дефектологии. В 1985 году Мохира Мирзахмадовна преподавала в средней общеобразовательной школе № 10 Кибрайского района. С 1998 по 2001 годы работала заместителем директора по учебно-воспитательной работе в этой школе. В 2001 году была назначена директором средней общеобразовательной школы № 10, где проработала до 2004 года.
С 2004 по 2008 год работала заместителем хокима Кибрайского района и председателем комитета женщин.
С 2018 года работает руководителем Ташкентского областного отделения Республиканского центра «Маънавият ва маърифат».